# Cabezas Rubias
Cabezas Rubias è un comune spagnolo situato nella comunità autonoma dell'Andalusia.